# Lembit Tammsaar
Lembit Tammsaar (ur. 28 marca 1947) – radziecki kierowca wyścigowy.

## Kariera
W 1974 roku zadebiutował w Sowieckiej Formule 4, rywalizując Estonią 15M w nieoficjalnym wyścigu na torze Pirita-Kose-Kloostrimetsa. Dwa lata później zadebiutował w mistrzostwach Sowieckiej Formuły 4. Zajął wówczas trzecie miejsce w klasyfikacji generalnej, a wynik ten powtórzył rok później.
W sezonie 1978 zadebiutował w Formule 3, ścigając się w barwach klubu TSK Neptun. Został wówczas mistrzem Estonii. Rok później zadebiutował w Sowieckiej Formule 3, zajmując dziewiąte miejsce w klasyfikacji ogólnej. W latach 1980–1985 nie uczestniczył w wyścigach w Związku Radzieckim. Do rywalizacji powrócił w 1986 roku. W roku 1987 był dziewiąty w Sowieckiej Formule 3, zajmując m.in. trzecie miejsce na torze Rustawi. Po rozwiązaniu serii w 1988 roku uczestniczył w Formule Mondial. W klasyfikacji zajął wówczas 23 miejsce.

## Wyniki w Sowieckiej Formule 3
| Legenda oznaczeń w tabelach wyników Wyświetl szablon na nowej stronie | Legenda oznaczeń w tabelach wyników Wyświetl szablon na nowej stronie                                                                     |
| Oznaczenie                                                            | Wyjaśnienie |
| --------------------------------------------------------------------- | --- |
| Złoty                                                                 | Zwycięzca lub mistrzostwo |
| Srebrny                                                               | 2. miejsce lub wicemistrzostwo |
| Brązowy                                                               | 3. miejsce lub II wicemistrzostwo |
| Zielony                                                               | Ukończył, punktował (w klasyfikacji generalnej, gdy zdobył co najmniej jeden punkt na przestrzeni sezonu, poza trzema powyższymi opcjami) |
| Niebieski                                                             | Ukończył, nie punktował (w klasyfikacji generalnej, gdy nie zdobył co najmniej jednego punktu na przestrzeni sezonu)                      |
| Czerwony                                                              | Nie zakwalifikował się (NZ) |
| Czerwony                                                              | Nie prekwalifikował się (NPK) |
| Różowy                                                                | Nie ukończył (NU) |
| Różowy                                                                | Niesklasyfikowany (NS) (w klasyfikacji generalnej, gdy nie został sklasyfikowany w żadnym wyścigu sezonu)                                 |
| Czarny                                                                | Zdyskwalifikowany (DK) |
| Czarny                                                                | Wykluczony (WYK/EX) |
| Biały                                                                 | Nie wystartował (NW) |
| Biały                                                                 | Kontuzjowany (K/INJ) |
| Biały                                                                 | Wyścig odwołany (OD/C) |
| Bez koloru                                                            | Został wycofany (WYC/WD) |
| Bez koloru                                                            | Nie przybył (NP/DNA) |
| Bez koloru                                                            | Nie brał udziału w treningach (NT/DNP) |
| Bez koloru                                                            | Nie został zgłoszony (–) |
| Pogrubienie                                                           | Start z pole position |
| Kursywa                                                               | Najszybsze okrążenie wyścigu |
| †                                                                     | Nie ukończył, ale jego rezultat został zaliczony ze względu na przejechanie więcej niż 90% dystansu wyścigu.                              |
| *                                                                     | Sezon w trakcie |
| 1/2/3                                                                 | Punktowana pozycja w sprincie kwalifikacyjnym                                                                                             |
| Lista systemów punktacji Formuły 1                                    | |

| Rok  | Zespół         | Samochód    | Silnik | Wyniki w poszczególnych eliminacjach | Wyniki w poszczególnych eliminacjach | Wyniki w poszczególnych eliminacjach | Wyniki w poszczególnych eliminacjach | Pkt.  | Msc. |
| ---- | -------------- | ----------- | ------ | ------------------------------------ | ------------------------------------ | ------------------------------------ | ------------------------------------ | ----- | ---- |
| 1979 |                |             |        |                                      |                                      |                                      |                                      | 106   | 9    |
| 1979 | TSK Neptun     | Estonia 19  | Łada   | 6                                    | NU                                   | 7                                    |                                      | 106   | 9    |
| 1987 |                |             |        |                                      |                                      |                                      |                                      | 158,5 | 9    |
| 1987 | DOSAAF Tallinn | Estonia 21M | Łada   | 3                                    | 7                                    | NU                                   | NU                                   | 158,5 | 9    |